# Tirà becplaner cuacurt
El tirà becplaner cuacurt (Platyrinchus cancrominus) és un ocell de la família dels tirànids (Tyrannidae).

## Hàbitat i distribució
Viu entre la malesa del bosc, clars i bosc decidu des de Mèxic al nord i sud-est d'Oaxaca, centre de Veracruz, Tabasco, Chiapas, sud de Campeche i Quintana Roo, cap al sud, a la llarga d'ambdues vessants fins al nord-oest i centre de Costa Rica i nord-oest de Panamà.